# Head (The Jesus Lizard)
Head è il primo album discografico della band noise rock statunitense The Jesus Lizard. Il disco venne pubblicato dall'etichetta Touch and Go Records nel 1990. È il primo album del gruppo a vedere la presenza di un batterista, Mac McNeilly, (in precedenza la band utilizzava una drum machine per le percussioni).

## Tracce
- Tutti i brani sono opera dei The Jesus Lizard, eccetto dove indicato.

1. One Evening – 3:01
2. S.D.B.J. – 2:27
3. My Own Urine – 3:08
4. If You Had Lips – 3:13
5. 7 vs. 8 – 3:35
6. Pastoral – 3:29
7. Waxeater – 2:09
8. Good Thing – 1:44
9. Tight N Shiny – 2:11
10. Killer McHann – 2:16

La versione in CD dell'album include anche i brani dell'EP Pure del 1989:
1. Blockbuster – 3:29
2. Bloody Mary – 1:59
3. Rabid Pigs – 2:09
4. Starlet – 2:42
5. Happy Bunny Goes Fluff-Fluff Along (Breaking Up Is Hard to Do) – 3:54

## Formazione
- David Yow – voce
- Duane Denison – chitarra
- David Wm. Sims – basso
- Mac McNeilly – batteria